# Кармон, Тим
Тим Кармон (англ. Tim Carmon) — американский музыкант, клавишник. Известен, как сессионный музыкант, востребованный среди артистов самых разных жанров.
Кармон родился в семье проповедника в Вашингтоне, округ Колумбия, фактически вырос в церкви, где учился играть на органе. Он начал играть на фортепиано в четвертом классе и к 12 годам был органистом в трех разных церквях, включая церковь своего отца.
Список музыкантов, с которыми сотрудничал Кармон — выступал, гастролировал, записывал музыку или продюсировал, обширен: Эрик Клэптон, Babyface, Стиви Уандер, Пол Маккартни, Куин Латифа, Маркус Миллер, Шерил Кроу, Боб Дилан, Глэдис Найт, Би Би Кинг, Джейми Фокс, Земля, Ветер и Огонь, Карлос Сантана, Херби Хэнкок, Майкл Макдональд, Мэри Дж. Блайдж, Дэвид Сэнборн и многие другие.
Помимо игры на клавишных, Кармон играет на ударных, участвует в бэк-вокале, выступает музыкальным продюсером. Он является выпускником Школы искусств Дюка Эллингтона.
Одной из самых успешных коллабораций Кармона с Эриком Клэптоном стала работа над программой MTV Unplugged, позднее он присоединился к гастролирующей группе Клэптона во время Pilgrim Tour 1998 года. Затем он помогал в работе Клэптона и Би Би Кинга в студии на сессиях Riding With The King в феврале 2000 года.
Кармон продолжает пользоваться спросом. Совсем недавно он предоставил аранжировки, фортепиано и клавишные для экранизации «Девушек мечты» с R&B-продюсерами The Underdogs. Кармон ненадолго присоединился к гастролирующей группе Клэптона на концертах в США в 2004 году, заменив заболевшего Билли Престона. Позднее Кармон стал постоянным участником концертного состава в гастрольных турах Клэптона: в рамках мирового турне 2006/2007 годов, 2009 года в туре по Ирландии и Великобритании, в 11-дневной серии концертов в лондонском Королевском Альберт-Холле. Последним по времени стал тур Эрика Клэптона по Великобритании и Европе 2024 года.